# جرين العدين (الشعر)

تعديل مصدري - تعديل

جرين العدين محلة تابعة لقرية الملحكي، التابعة لعزلة الا ملؤك بمديرية الشعر إحدى مديريات محافظة إب في الجمهورية اليمنية، بلغ تعداد سكانها 32 حسب تعداد اليمن لعام 2004.